# Цзин (китайская медицина)
Цзин (精 jīng, эссенция, семя, дух) — одна из основных категорий китайской философии и традиционной китайской медицины, субстанция, заключающаяся в каждом живом существе.
В даосизме в момент рождения человека образуется дух шэнь, путём соединения идущего извне жизненного дыхания с субстанцией цзин. Воспроизводство цзин происходит в цзинши («комната цзин») — вблизи так называемого «нижнего киноварного поля» — напротив пупка, на уровне 19-го позвонка (по другой версии — в почках).
Исходное значение слова цзин — «отборный, очищенный рис» («Лунь юй») — приобрело в дальнейшем значения физической эссенции («семя») и психической («дух»).
В «Дао дэ цзин» цзин это сущность Вселенной. В «Гуань-цзы» цзин это порождающее начало всех вещей, обеспечивающее и жизнь, и духовную активность. В «Хуайнань-цзы» цзин занимает срединное положение между «духом» и «пневмой» и считается присущей только человеку.
В традиционной китайской медицине цзин — тончайшая субстанция человеческого тела, в широком смысле относится ко всем органам тела, в узком смысле — это цзин органов размножения. Эта энергия обеспечивает рост, развитие и размножение человека, поддерживает ци почек, вместе с жизненной ци защищает организм от проникновения вредоносной ци.
Считается, что термин цзин ввёл Пэн Цзу, внук китайского императора, который в свою очередь был внуком другого китайского императора — Хуан-ди, или Жёлтого императора.
Существует три состояния эссенции цзин:
- врождённая,
- приобретённая,
- эссенция цзин почек как сочетание врождённой и приобретённой.

Врождённая и приобретённая эссенция цзин нераздельны, они хранятся в почках и поддерживают друг друга.

## Врождённая эссенция цзин
Врождённая эссенция цзин (先天乏精 xiāntiānfájīng) передается плоду от родителей. Вместе с энергией почек матери она питает плод в утробе, определяет телосложение человека, его жизнеспособность и энергию.
До рождения человека врождённая эссенция цзин готовит материальную базу для приобретённой.
Объём врождённой эссенции цзин фиксирован и определён при рождении. Врождённую эссенцию цзин восполнить нельзя, её можно лишь в какой-то степени дополнить менее животворной приобретённой.
В традиционной китайской медицине уделяется очень большое внимание сбережению врождённой эссенции цзин. Всякая деятельность человека предполагает её расходование, поэтому любые действия в повседневной жизни, начиная с движений тела до мыслей и чувств, требуют умеренности, что позволит сохранить эссенцию цзин и увеличить продолжительность жизни.

## Приобретённая эссенция цзин
Приобретённая эссенция Цзин (后天之精 hòutiānzhījīng) — комплекс мельчайших очищенных питательных веществ, которые образуются путём трансформации веществ, получаемых человеком из окружающей среды в результате дыхания и употребления пищи и воды. Из пищи, воды и вдыхаемого воздуха ци извлекают легкие, селезёнка и желудок. Состояние приобретённой эссенции цзин зависит в первую очередь от функциональной активности селезёнки и желудка.
После рождения человека приобретённая эссенция цзин непрерывно обеспечивает условия для сохранения врождённой.

## Эссенция цзин почек
Эссенция цзин почек (腎精 shènjīng) имеет жидкое состояние и относится к Инь и ян, состоит из врождённой и приобретённой эссенции цзин. Её можно рассматривать как составную часть Инь почек. Она также является материальной основой янской ци почек, то есть функциональной активности почек.
Хранится в почках. Циркулирует по всему телу, однако наибольшее значение в циркуляции эссенции цзин почек играют восемь чудесных сосудов. Эссенция цзин почек является основой для роста, развития, полового созревания и размножения человека.
В детстве эссенция цзин почек контролирует рост костей, зубов, волос, развитие головного мозга и половое созревание. Когда эссенция цзин почек слаба, у ребёнка ослабевает развитие костей и зубов, наблюдаются замедленный рост и отставание в умственном развитии.
Эссенция цзин почек и кровь активируют друг друга. Когда эссенция цзин почек в достатке, кровь также в достатке. Хотя волосы получают питание из крови, корень их роста находится в ци почек. Волосы — это «излишек крови» и в то же время — «цветы почек». Состояние волос связано с состоянием эссенции цзин и ци почек. Когда человек молод, его ци почек в достатке, волосы крепкие и блестящие.
Устойчивость организма к воздействию внешней вредоносной ци в основном обеспечивается защитной ци, однако эссенция цзин почек так же играет большую роль, обеспечивая жизнеспособность организма вместе с защитной ци.
Эссенция цзин почек образует мозг (костный, спинной и головной). Костный мозг обеспечивает наполнение, увлажнение и питание костей. Когда эссенция цзин почек в достатке, кости сохраняют прочность.
Когда эссенция цзин почек в достатке, зубы крепкие, белые и ровные.
Эссенция цзин почек играет решающую роль в половом созревании и способности к размножению.
Следующие симптомы вызываются недостатком эссенции цзин:
- хроническая слабость
- часто возникают простуды и другие болезни, связанные с восприятием патогенной ци (снижается сопротивляемость организма к воздействию внешней вредоносной ци при растрачивании врождённой эссенции цзин или недостаточном обеспечении приобретённой эссенцией цзин — составных частей эссенции цзин почек)
- снижение памяти, ощущению пустоты в голове, головокружение, шум в ушах (когда головной мозг не получает питания)
- глухота
- слабость в коленях
- боль в пояснице, слабость и нарушение чувствительности в конечностях (когда кости лишаются питания)
- расшатывание зубов и в конечном счёте их выпадение
- волосы становятся седыми и выпадают (основная причина — ослабление эссенции цзин почек с возрастом)
- частое мочеиспускание
- замедление полового созревания
- различные нарушения функций половых органов (импотенция, фригидность, частые выкидыши и бесплодие).

В пожилом возрасте эссенция цзин почек постепенно ослабевает, организм слабеет и стареет. Слабость эссенции цзин почек в пожилом возрасте проявляется так же, как и её недостаток в более молодом.

## Другие значения
В традиционной китайской медицине иероглиф 精 (jīng) также применяется в значении «сперма».